# Tomáš Rosický
Tomáš Rosický (Praga, República Txeca, 4 d'octubre de 1980) és un exfutbolista txec que va jugar de centrecampista a l'Sparta de Praga, el Borussia Dortmund, l'Arsenal FC i a la selecció de la República Txeca. Rosický, també era anomenat per molts "El petit Mozart", perquè se'l considerava un gran director d'orquestra, futbolísticament parlant, per les bones passades que realitzava sovint.
Va començar la seva carrera professional al club de la seva ciutat natal, l'Sparta de Praga, jugant tres temporades a la Primera divisió txeca abans de fitxar pel Borussia Dortmund el 2001 per 25 milions de marcs alemanys (uns 12,8 milions d'euros), convertint-se en el fitxatge més car de la Bundesliga fins aquell moment. En la seva primera temporada a Alemanya, va ajudar al seu equip a guanyar el títol de Lliga i arribar a la final de la Copa de la UEFA de 2002. Rosický es va incorporar a l'Arsenal FC el 2006 a canvi de 10 milions d'euros, on hi va jugar un total de 247 partits, incloent-hi la victòria en la final de la FA Cup 2014. Va passar un total de deu temporades a la Premier League, afectat per diverses lesions de llarga durada.
A nivell internacional, Rosický va debutar amb la selecció de la República Txeca l'any 2000 i es va convertir en capità del seu país el 2006. Ha participat en quatre Eurocopes i en la Copa del Món de 2006. Va jugar el seu parit número 100 el 12 de juny de 2015. Rosický, amb 23 gols, és el quart màxim golejador de la República Txeca de tots els temps.

## Palmarès

### Sparta Praga
- (3) Lliga txeca: 1999, 2000, 2001

### Borussia Dortmund
- (1) Bundesliga: 2002

### Arsenal
- (2) FA Cup: 2014, 2015
- (2) Community Shield: 2014, 2015